# Eigirdžiai
Eigirdžiai – miasteczko na Litwie, w okręgu telszańskim, w rejonie telszańskim, w gminie Degaičiai, nad rzeką Tausalas. W 2011 roku liczyło 630 mieszkańców.

## Historia
Pierwsza wzmianka o miejscowości pochodzi z 1593 roku. W roku 1795 we wsi powstał drewniany kościół Opatrzności Bożej. W okresie Republiki Litewskiej majątek w Eigirdžiai należał do Leona Łabudzia. Po roku 1998 Eigirdžiai otrzymało status miasteczka.